# Status quo (toestand)
Status quo (Latijn, bestaande toestand) is een bereikte toestand of situatie die al dan niet in stand dient te worden gehouden. De conservatieve politiek wordt gekenmerkt door het streven naar het handhaven van de status quo.

## Etymologisch
Etymologisch is status quo ante afgeleid van de formule in statu quo ante (in die toestand, in welke [het] voorheen [was]) uit het Romeins recht.

## Algemeen
De uitdrukking is afgeleid van het diplomatische concept van status quo ante bellum, dat "zoals het voor de oorlog was" betekent en refereert aan het terugtrekken van troepen en het herinstalleren van vooroorlogse machthebbers; ook het reactionaire status quo ante (zoals het vroeger was) is hiervan afgeleid. Aanvankelijk betekenden alle drie de termen hetzelfde, namelijk de toestand van voor een oorlog, maar er heeft een betekenisverschuiving plaatsgevonden waarbij het oorlogsaspect verloren ging en status quo steeds meer de betekenis van bestaande toestand kreeg in plaats van toestand uit het verleden.

## Politiek
Het streven naar handhaving van de status quo gebeurt meestal in de context van weerstand tegen grote, uit conservatief oogpunt radicale veranderingen op sociaal en cultureel gebied.
Wanneer er in de politiek formeel gerefereerd wordt aan een status quo dan duidt dit op een opzettelijk in stand gehouden onduidelijke of dubbelzinnige politieke status. Een voorbeeld van een dergelijke ambigue politiek is de politieke status van Taiwan.
Zowel in de wereld van de besluitvorming als in de planologie is dit het nulalternatief.

## Trivia
De Van Mook-lijn, ook wel de "Status quo-lijn", was een afbakening en wapenstilstandslijn die de grens aangaf tussen gebieden op Java die onder Nederlands gezag of onder het gezag van de Republiek Indonesië stonden.